# Asialeyrodes papillatus
Asialeyrodes papillatus là một loài côn trùng cánh nửa trong họ Aleyrodidae, phân họ Aleyrodinae.
Asialeyrodes papillatus được Regu & David miêu tả khoa học đầu tiên năm 1992.